# Municipio de Neosho Falls
El municipio de Neosho Falls (en inglés: Neosho Falls Township) es un municipio ubicado en el condado de Woodson en el estado estadounidense de Kansas. En el año 2010 tenía una población de 457 habitantes y una densidad poblacional de 2,32 personas por km².

## Geografía
El municipio de Neosho Falls se encuentra ubicado en las coordenadas 37°56′35″N 95°33′52″O / 37.94306, -95.56444. Según la Oficina del Censo de los Estados Unidos, el municipio tiene una superficie total de 196.57 km², de la cual 194,33 km² corresponden a tierra firme y (1,14 %) 2,24 km² es agua.

## Demografía
Según el censo de 2010, había 457 personas residiendo en el municipio de Neosho Falls. La densidad de población era de 2,32 hab./km². De los 457 habitantes, el municipio de Neosho Falls estaba compuesto por el 93,22 % blancos, el 0,22 % eran afroamericanos, el 2,19 % eran amerindios, el 2,84 % eran de otras razas y el 1,53 % eran de una mezcla de razas. Del total de la población el 4,16 % eran hispanos o latinos de cualquier raza.